# ユーリ・コニュス
ユーリー・エドゥアルドヴィチ・コニュス（Ю́лий Эдуа́рдович Коню́с, 1869年2月1日 モスクワ - 1942年1月3日 メレンキ）はロシアの作曲家・ヴァイオリニスト。フランス語風に「ジュール（Jules）」や「ジュリアン（Julien）」とも名乗ったが、英語圏ではジュリアス・コニュス（Julius Conus）として知られている。

## 経歴
著名な音楽家の家庭に生まれる。コニュス家はナポレオン戦争の時代にロシア帝国に逃れてきたフランス人移民の末裔であった。父親エドゥアルトはピアノ教師で、兄ゲオルギーは音楽教育者、弟レフはピアニストだった。コニュス3兄弟はいずれもモスクワ音楽院の卒業生で、セルゲイ・タネーエフとアントン・アレンスキーに師事し、母校で教鞭を執っている。
ユーリーはパリに留学した後、オペラ座管弦楽団の楽団員や、ヴィルトゥオーゾの演奏家としてパリで数年を過ごし、1891年にはニューヨークでコンサートマスターに就任している。1893年から1901年まで母校の教壇に立ち、この間にラフマニノフと親交を結んだ。コニュスの二人の息子のうち、セルゲイはイシドール・フィリップ門下のピアニストとして大成し、ボリスは1932年にラフマニノフの娘タチヤナと結婚した。
1919年にロシア革命を避けてパリに逃れるも、1939年に帰国してモスクワに入った。

## 作曲作品について
教育活動のかたわら書き上げた《ヴァイオリン協奏曲 ホ短調》は、1898年にモスクワで初演されている。録音を通じてヤッシャ・ハイフェッツのレパートリーとして辛うじて知られてきたにすぎなかったが、近年になって録音の機会が増えつつある。